# Río Moscas
El río Moscas es un curso de agua del interior de la península ibérica, afluente del Júcar. Discurre por la provincia española de Cuenca.

## Curso
Nace en Fuentes (Cuenca) y tras recorrer unos dieciocho kilómetros por los términos municipales de Las Zomas, Mohorte y La Melgosa, desemboca en el Júcar en el paraje del Terminillo (Cuenca). Es el tercer río de Cuenca.
Aparece descrito en el decimoprimer volumen del Diccionario geográfico-estadístico-histórico de España y sus posesiones de Ultramar de Pascual Madoz de la siguiente manera:

MOSCAS: pequeño r. de la prov. y part. de Cuenca, que nace en el térm. de Fuentes, dirige su curso de SE. á O. por las Zomas, Mohorte y la Melgosa, hasta incorporarse al Júcar sin salir del part., fertiliza las vegas de los mencionados pueblos, en los que tiene varios puentes, dos de piedra, uno en Fuentes y otro en la Mota, con muchos insignificantes de madera: no cria mas pesca que algunos cangrejos.
(Madoz, 1848, p. 620)

Literariamente, el Moscas protagonizó un largo poema llamado "La Mosquea" escrito por el canónigo José de Villaviciosa, aproximadamente en el año 1615.[cita requerida]

## Economía
Actualmente el Moscas se utiliza con fines agrícolas, para regar huertas. Anteriormente sirvió como lavadero de lanas, en la época que Cuenca era uno de los principales centros textiles del país.